# Vittatopothyne flavovittata
Vittatopothyne flavovittata là một loài bọ cánh cứng trong họ Cerambycidae.